# 69e Golden Globe Awards

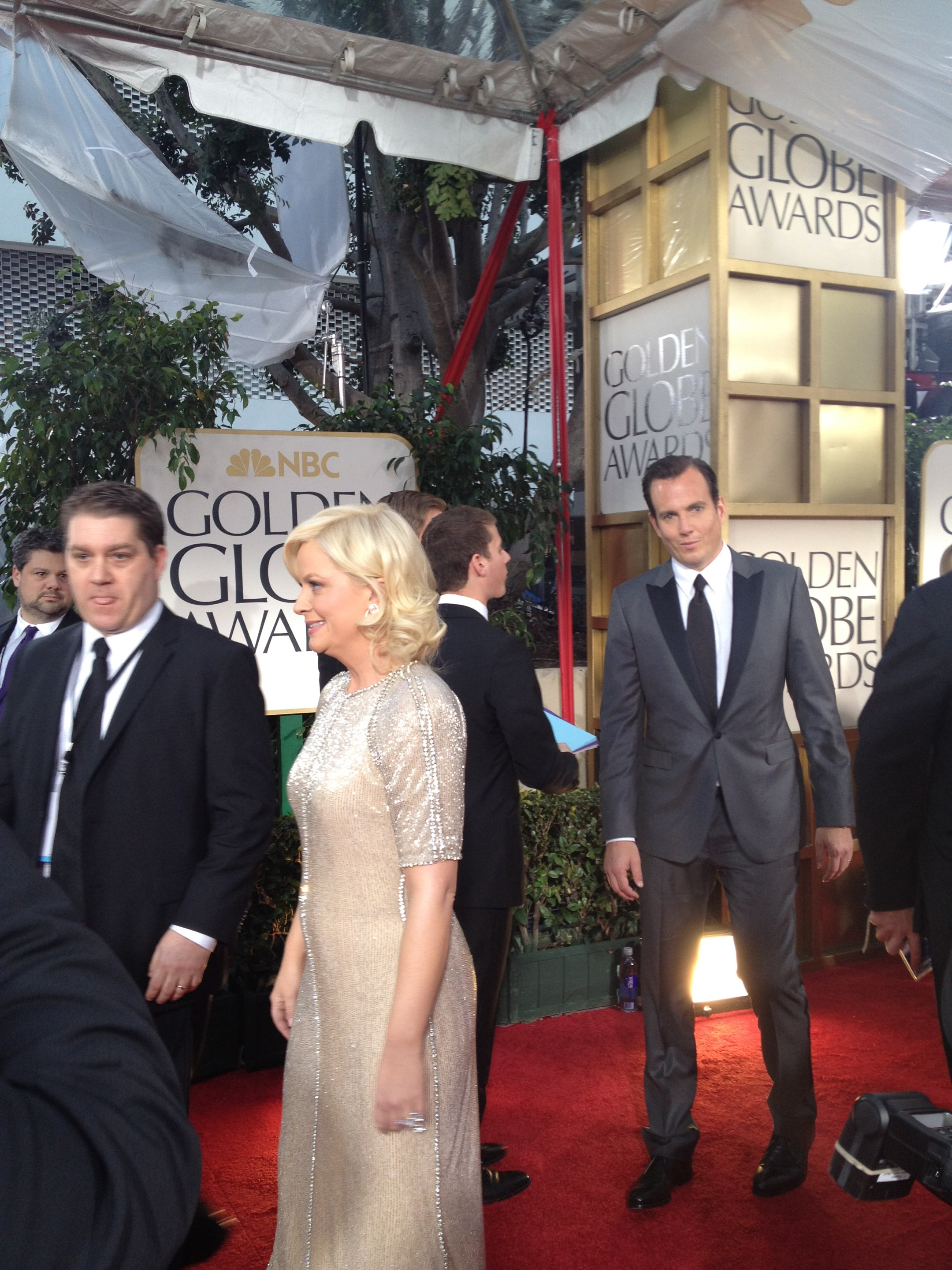
69e Golden Globe Awards

De 69e Golden Globe Awards, waarbij prijzen werden uitgereikt in verschillende categorieën voor de beste films en televisieprogramma's van 2011, vond plaats op 15 januari 2012 in het Beverly Hilton Hotel in Beverly Hills, Californië. De ceremonie werd gepresenteerd door Ricky Gervais.

## Winnaars en genomineerde

### Film

#### Beste dramafilm
- The Descendants
  - The Help
  - Hugo
  - The Ides of March
  - Moneyball
  - War Horse

#### Beste komische of muzikale film
- The Artist
  - 50/50
  - Bridesmaids
  - Midnight in Paris
  - My Week with Marilyn

#### Beste regisseur
- Martin Scorsese - Hugo
  - Woody Allen - Midnight in Paris
  - George Clooney - The Ides of March
  - Michel Hazanavicius - The Artist
  - Alexander Payne - The Descendants

#### Beste acteur in een dramafilm
- George Clooney - The Descendants
  - Leonardo DiCaprio - J. Edgar
  - Michael Fassbender - Shame
  - Ryan Gosling - The Ides of March
  - Brad Pitt - Moneyball

#### Beste actrice in een dramafilm
- Meryl Streep - The Iron Lady
  - Glenn Close - Albert Nobbs
  - Viola Davis - The Help
  - Rooney Mara - The Girl with the Dragon Tattoo
  - Tilda Swinton - We Need to Talk about Kevin

#### Beste acteur in een komische of muzikale film
- Jean Dujardin - The Artist
  - Brendan Gleeson - The Guard
  - Joseph Gordon-Levitt - 50/50
  - Ryan Gosling - Crazy, Stupid, Love.
  - Owen Wilson - Midnight in Paris

#### Beste actrice in een komische of muzikale film
- Michelle Williams - My Week with Marilyn
  - Jodie Foster - Carnage
  - Charlize Theron - Young Adult
  - Kristen Wiig - Bridesmaids
  - Kate Winslet - Carnage

#### Beste mannelijke bijrol
- Christopher Plummer - Beginners
  - Kenneth Branagh - My Week with Marilyn
  - Albert Brooks - Drive
  - Jonah Hill - Moneyball
  - Viggo Mortensen - A Dangerous Method

#### Beste vrouwelijke bijrol
- Octavia Spencer - The Help
  - Bérénice Bejo - The Artist
  - Jessica Chastain - The Help
  - Janet McTeer - Albert Nobbs
  - Shailene Woodley - The Descendants

#### Beste script
- Woody Allen - Midnight in Paris
  - George Clooney, Grant Heslov & Beau Willimon - The Ides of March
  - Michel Hazanavicius - The Artist
  - Alexander Payne, Nat Faxon & Jim Rash - The Descendants
  - Steven Zaillian & Aaron Sorkin - Moneyball

#### Beste filmmuziek
- Ludovic Bource - The Artist
  - Abel Korzeniowski - W.E.
  - Trent Reznor & Atticus Ross - The Girl with the Dragon Tattoo
  - Howard Shore - Hugo
  - John Williams - War Horse

#### Beste filmsong
- "Masterpiece" (Madonna, Julie Frost & Jimmy Harry) - W.E.
  - "Hello Hello" (Elton John & Bernie Taupin) - Gnomeo & Juliet
  - "The Keeper" (Chris Cornell) - Machine Gun Preacher
  - "Lay Your Head Down" (Brian Byrne & Glenn Close) - Albert Nobbs
  - "The Living Proof" (Thomas Newman, Mary J. Blige & Harvey Mason, Jr.) - The Help

#### Beste buitenlandse film
- Jodaeiye Nader az Simin
  - The Flowers of War
  - In the Land of Blood and Honey
  - Le gamin au vélo
  - La piel que habito

#### Beste animatiefilm
- The Adventures of Tintin: The Secret of the Unicorn
  - Arthur Christmas
  - Cars 2
  - Puss in Boots
  - Rango

### Televisie

#### Beste dramaserie
- Homeland
  - American Horror Story
  - Boardwalk Empire
  - Boss
  - Game of Thrones

#### Beste komische of muzikale serie
- Modern Family
  - Enlightened
  - Episodes
  - Glee
  - New Girl

#### Beste miniserie of televisiefilm
- Downton Abbey
  - Cinema Verite
  - The Hour
  - Mildred Pierce
  - Too Big to Fail

#### Beste acteur in een dramaserie
- Kelsey Grammer – Boss
  - Steve Buscemi – Boardwalk Empire
  - Bryan Cranston – Breaking Bad
  - Jeremy Irons – The Borgias
  - Damian Lewis – Homeland

#### Beste actrice in een dramaserie
- Claire Danes – Homeland
  - Mireille Enos – The Killing
  - Julianna Margulies – The Good Wife
  - Madeleine Stowe – Revenge
  - Callie Thorne – Necessary Roughness

#### Beste acteur in een komische of muzikale serie
- Matt LeBlanc – Episodes
  - Alec Baldwin – 30 Rock
  - David Duchovny – Californication
  - Johnny Galecki – The Big Bang Theory
  - Thomas Jane – Hung

#### Beste actrice in een komische of muzikale serie
- Laura Dern - Enlightened
  - Zooey Deschanel - New Girl
  - Tina Fey - 30 Rock
  - Laura Linney - The Big C
  - Amy Poehler - Parks and Recreation

#### Beste acteur in een miniserie of televisiefilm
- Idris Elba – Luther
  - Hugh Bonneville – Downton Abbey
  - William Hurt – Too Big to Fail
  - Bill Nighy – Page Eight
  - Dominic West – The Hour

#### Beste actrice in een miniserie of televisiefilm
- Kate Winslet - Mildred Pierce
  - Romola Garai – The Hour
  - Diane Lane – Cinema Verite
  - Elizabeth McGovern – Downton Abbey
  - Emily Watson – Appropriate Adult

#### Beste mannelijke bijrol in een televisieserie, miniserie of televisiefilm
- Peter Dinklage – Game of Thrones
  - Paul Giamatti – Too Big to Fail
  - Guy Pearce – Mildred Pierce
  - Tim Robbins – Cinema Verite
  - Eric Stonestreet – Modern Family

#### Beste vrouwelijke bijrol in een televisieserie, miniserie of televisiefilm
- Jessica Lange – American Horror Story
  - Kelly Macdonald – Boardwalk Empire
  - Maggie Smith – Downton Abbey
  - Sofía Vergara – Modern Family
  - Evan Rachel Wood – Mildred Pierce